# Gran Premio di superbike di Phillip Island 2024
Il Gran Premio di superbike di Phillip Island 2024 è stato la prima prova del mondiale superbike del 2024. Nello stesso fine settimana si è corso anche la prima prova del campionato mondiale Supersport. 

## Panoramica delle gare
Dai test pre-stagionali svoltisi su questa pista è emerso un degrado consistente degli pneumatici Pirelli tale la indurre, per motivi di sicurezza dei piloti, la direzione gara ad imporre lo svolgimento delle gare lunghe in regime di Flag to flag ossia con sosta ai box obbligatoria per il cambio gomme (o solo gomma posteriore). Tale prescrizione vale entro l'undicesimo giro per la Superbike e il decimo per la Supersport.
Gara uno della Superbike va ad un esordiente: Nicolò Bulega sulla Ducati del team ufficiale, chiude la sua prima gara in questa categoria al primo posto, dopo essere partito dalla pole position. Alle spalle di Bulega Andrea Locatelli chiude secondo e Andrea Iannone terzo, a completare un podio tutto italiano che mancava in questa categoria dal Gran Premio di Misano 1993. La gara Superpole e gara due vanno invece ad Alex Lowes, su Kawasaki, che aveva ottenuto il suo ultimo successo proprio su questa pista, nel 2020.
Le due prove del mondiale Supersport vanno a Yari Montella che si porta al comando della classifica. Alle sue spalle Marcel Schrötter che sale sul podio sia in gara uno che in gara due.

## Superbike gara 1

### Arrivati al traguardo
| Pos. | Nº | Pilota                | Squadra                   | Motocicletta        | Giri | Tempo     | Griglia | Punti |
| ---- | -- | --------------------- | ------------------------- | ------------------- | ---- | --------- | ------- | ----- |
| 1º   | 11 | Nicolò Bulega         | Aruba.it Racing - Ducati  | Ducati Panigale V4R | 20   | 30'55.801 | 1º      | 25    |
| 2º   | 55 | Andrea Locatelli      | Pata Yamaha Prometeon     | Yamaha YZF R1       | 20   | +2.280    | 6º      | 20    |
| 3º   | 29 | Andrea Iannone        | Team GoEleven             | Ducati Panigale V4R | 20   | +2.630    | 2º      | 16    |
| 4º   | 22 | Alex Lowes            | Kawasaki Racing           | Kawasaki ZX-10RR    | 20   | +4.728    | 3º      | 13    |
| 5º   | 54 | Toprak Razgatlıoğlu   | Rokit BMW Motorrad        | BMW M1000 RR        | 20   | +5.706    | 5º      | 11    |
| 6º   | 77 | Dominique Aegerter    | GYTR GRT Yamaha           | Yamaha YZF R1       | 20   | +8.333    | 4º      | 10    |
| 7º   | 60 | Michael van der Mark  | Rokit BMW Motorrad        | BMW M1000 RR        | 20   | +8.647    | 16º     | 9     |
| 8º   | 9  | Danilo Petrucci       | Barni Spark Racing        | Ducati Panigale V4R | 20   | +9.965    | 12º     | 8     |
| 9º   | 31 | Garrett Gerloff       | Bonovo Action BMW         | BMW M1000 RR        | 20   | +11.699   | 14º     | 7     |
| 10º  | 97 | Xavi Vierge           | Team HRC                  | Honda CBR1000 RR-R  | 20   | +12.423   | 13º     | 6     |
| 11º  | 45 | Scott Redding         | Bonovo Action BMW         | BMW M1000 RR        | 20   | +14.413   | 19º     | 5     |
| 12º  | 47 | Axel Bassani          | Kawasaki Racing           | Kawasaki ZX-10RR    | 20   | +16.668   | 15º     | 4     |
| 13º  | 14 | Sam Lowes             | ELF Marc VDS Racing Team  | Ducati Panigale V4R | 20   | +18.388   | 8º      | 3     |
| 14º  | 21 | Michael Ruben Rinaldi | Team Motocorsa Racing     | Ducati Panigale V4R | 20   | +23.560   | 10º     | 2     |
| 15º  | 1  | Álvaro Bautista       | Aruba.it Racing - Ducati  | Ducati Panigale V4R | 20   | +32.471   | 9º      | 1     |
| 16º  | 5  | Philipp Öttl          | GMT94 Yamaha              | Yamaha YZF R1       | 20   | +35.580   | 18º     |       |
| 17º  | 65 | Jonathan Rea          | Pata Yamaha Prometeon     | Yamaha YZF R1       | 20   | +37.949   | 11º     |       |
| 18º  | 53 | Esteve Rabat          | Kawasaki Puccetti Racing  | Kawasaki ZX-10RR    | 20   | +39.427   | 20º     |       |
| 19º  | 95 | Tarran Mackenzie      | Petronas MIE Racing Honda | Honda CBR1000 RR-R  | 20   | +54.890   | 21º     |       |
| 20º  | 22 | Adam Norrodin         | Petronas MIE Racing Honda | Honda CBR1000 RR-R  | 20   | +57.202   | 22º     |       |
| 21º  | 28 | Bradley Ray           | Yamaha Motoxracing        | Yamaha YZF R1       | 20   | +58.642   | 17º     |       |

### Ritirati
| Nº | Pilota       | Squadra         | Motocicletta  | Giri | Griglia |
| -- | ------------ | --------------- | ------------- | ---- | ------- |
| 87 | Remy Gardner | GYTR GRT Yamaha | Yamaha YZF R1 | 2    | 7º      |

## Superbike gara Superpole

### Arrivati al traguardo
| Pos. | Nº | Pilota                | Squadra                   | Motocicletta        | Giri | Tempo     | Griglia | Punti |
| ---- | -- | --------------------- | ------------------------- | ------------------- | ---- | --------- | ------- | ----- |
| 1º   | 22 | Alex Lowes            | Kawasaki Racing           | Kawasaki ZX-10RR    | 10   | 15'00.995 | 3º      | 12    |
| 2º   | 55 | Andrea Locatelli      | Pata Yamaha Prometeon     | Yamaha YZF R1       | 10   | +1.157    | 6º      | 9     |
| 3º   | 54 | Toprak Razgatlıoğlu   | Rokit BMW Motorrad        | BMW M1000 RR        | 10   | +1.738    | 5º      | 7     |
| 4º   | 1  | Álvaro Bautista       | Aruba.it Racing - Ducati  | Ducati Panigale V4R | 10   | +1.812    | 9º      | 6     |
| 5º   | 11 | Nicolò Bulega         | Aruba.it Racing - Ducati  | Ducati Panigale V4R | 10   | +2.838    | 1º      | 5     |
| 6º   | 87 | Remy Gardner          | GYTR GRT Yamaha           | Yamaha YZF R1       | 10   | +2.853    | 7º      | 4     |
| 7º   | 77 | Dominique Aegerter    | GYTR GRT Yamaha           | Yamaha YZF R1       | 10   | +3.051    | 4º      | 3     |
| 8º   | 14 | Sam Lowes             | ELF Marc VDS Racing Team  | Ducati Panigale V4R | 10   | +3.341    | 8º      | 2     |
| 9º   | 21 | Michael Ruben Rinaldi | Team Motocorsa Racing     | Ducati Panigale V4R | 10   | +5.140    | 10º     | 1     |
| 10º  | 65 | Jonathan Rea          | Pata Yamaha Prometeon     | Yamaha YZF R1       | 10   | +5.535    | 11º     |       |
| 11º  | 47 | Axel Bassani          | Kawasaki Racing           | Kawasaki ZX-10RR    | 10   | +6.064    | 15º     |       |
| 12º  | 97 | Xavi Vierge           | Team HRC                  | Honda CBR1000 RR-R  | 10   | +6.958    | 13º     |       |
| 13º  | 31 | Garrett Gerloff       | Bonovo Action BMW'        | BMW M1000 RR        | 10   | +7.017    | 14º     |       |
| 14º  | 29 | Andrea Iannone        | Team GoEleven             | Ducati Panigale V4R | 10   | +7.814    | 2º      |       |
| 15º  | 9  | Danilo Petrucci       | Barni Spark Racing        | Ducati Panigale V4R | 10   | +8.580    | 12º     |       |
| 16º  | 60 | Michael van der Mark  | Rokit BMW Motorrad        | BMW M1000 RR        | 10   | +9.158    | 16º     |       |
| 17º  | 45 | Scott Redding         | Bonovo Action BMW         | BMW M1000 RR        | 10   | +11.070   | 19º     |       |
| 18º  | 5  | Philipp Öttl          | GMT94 Yamaha              | Yamaha YZF R1       | 10   | +13.228   | 18º     |       |
| 19º  | 53 | Esteve Rabat          | Kawasaki Puccetti Racing  | Kawasaki ZX-10RR    | 10   | +16.843   | 20º     |       |
| 20º  | 22 | Adam Norrodin         | Petronas MIE Racing Honda | Honda CBR1000 RR-R  | 10   | +28.706   | 22º     |       |
| 21º  | 28 | Bradley Ray           | Yamaha Motoxracing        | Yamaha YZF R1       | 10   | +49.720   | 17º     |       |

### Ritirati
| Nº | Pilota           | Squadra                   | Motocicletta       | Giri | Griglia |
| -- | ---------------- | ------------------------- | ------------------ | ---- | ------- |
| 95 | Tarran Mackenzie | Petronas MIE Racing Honda | Honda CBR1000 RR-R | 0    | 21º     |

## Superbike gara 2
Gara due della Superbike è stata interrotta nel corso del terzo giro a causa della caduta di Jonathan Rea. Alla ripartenza, sulla distanza di undici giri, i piloti si sono schierati in griglia in base all'ordine di arrivo parziale della prima frazione di gara.

### Arrivati al traguardo
| Pos. | Nº | Pilota                | Squadra                   | Motocicletta        | Giri | Tempo     | Griglia | Punti |
| ---- | -- | --------------------- | ------------------------- | ------------------- | ---- | --------- | ------- | ----- |
| 1º   | 22 | Alex Lowes            | Kawasaki Racing           | Kawasaki ZX-10RR    | 11   | 16'27.565 | 5º      | 25    |
| 2º   | 1  | Álvaro Bautista       | Aruba.it Racing - Ducati  | Ducati Panigale V4R | 11   | +0.048    | 1º      | 20    |
| 3º   | 9  | Danilo Petrucci       | Barni Spark Racing        | Ducati Panigale V4R | 11   | +1.178    | 7º      | 16    |
| 4º   | 29 | Andrea Iannone        | Team GoEleven             | Ducati Panigale V4R | 11   | +1.275    | 3º      | 13    |
| 5º   | 11 | Nicolò Bulega         | Aruba.it Racing - Ducati  | Ducati Panigale V4R | 11   | +2.346    | 10º     | 11    |
| 6º   | 21 | Michael Ruben Rinaldi | Team Motocorsa Racing     | Ducati Panigale V4R | 11   | +2.913    | 6º      | 10    |
| 7º   | 14 | Sam Lowes             | ELF Marc VDS Racing Team  | Ducati Panigale V4R | 11   | +3.480    | 4º      | 9     |
| 8º   | 31 | Garrett Gerloff       | Bonovo Action BMW         | BMW M1000 RR        | 11   | +4.119    | 9º      | 8     |
| 9º   | 60 | Michael van der Mark  | Rokit BMW Motorrad        | BMW M1000 RR        | 11   | +5.159    | 8º      | 7     |
| 10º  | 77 | Dominique Aegerter    | GYTR GRT Yamaha           | Yamaha YZF R1       | 11   | +5.165    | 12º     | 6     |
| 11º  | 47 | Axel Bassani          | Kawasaki Racing           | Kawasaki ZX-10RR    | 11   | +5.183    | 11º     | 5     |
| 12º  | 87 | Remy Gardner          | GYTR GRT Yamaha           | Yamaha YZF R1       | 11   | +7.652    | 20º     | 4     |
| 13º  | 97 | Xavi Vierge           | Team HRC                  | Honda CBR1000 RR-R  | 11   | +9.082    | 13º     | 3     |
| 14º  | 5  | Philipp Öttl          | GMT94 Yamaha              | Yamaha YZF R1       | 11   | +10.729   | 14º     | 2     |
| 15º  | 28 | Bradley Ray           | Yamaha Motoxracing        | Yamaha YZF R1       | 11   | +11.806   | 16º     | 1     |
| 16º  | 53 | Esteve Rabat          | Kawasaki Puccetti Racing  | Kawasaki ZX-10RR    | 11   | +17.416   | 17º     |       |
| 17º  | 45 | Scott Redding         | Bonovo Action BMW         | BMW M1000 RR        | 11   | +21.815   | 15º     |       |
| 18º  | 95 | Tarran Mackenzie      | Petronas MIE Racing Honda | Honda CBR1000 RR-R  | 11   | +25.481   | 18º     |       |
| 19º  | 22 | Adam Norrodin         | Petronas MIE Racing Honda | Honda CBR1000 RR-R  | 11   | +32.107   | 19º     |       |

### Ritirati
| Nº | Pilota              | Squadra               | Motocicletta  | Giri | Griglia |
| -- | ------------------- | --------------------- | ------------- | ---- | ------- |
| 55 | Andrea Locatelli    | Pata Yamaha Prometeon | Yamaha YZF R1 | 10   | 2º      |
| 54 | Toprak Razgatlıoğlu | Rokit BMW Motorrad    | BMW M1000 RR  | 0    | [ 16 ]  |
| 65 | Jonathan Rea        | Pata Yamaha Prometeon | Yamaha YZF R1 | 0    | [ 16 ]  |

## Supersport gara 1

### Arrivati al traguardo
| Pos. | Nº | Pilota              | Squadra                          | Motocicletta                 | Giri | Tempo     | Griglia | Punti |
| ---- | -- | ------------------- | -------------------------------- | ---------------------------- | ---- | --------- | ------- | ----- |
| 1º   | 55 | Yari Montella       | Barni Spark Racing               | Ducati Panigale V2           | 18   | 28'54.554 | 2º      | 25    |
| 2º   | 62 | Stefano Manzi       | Ten Kate Racing Yamaha           | Yamaha YZF R6                | 18   | +6.666    | 4º      | 20    |
| 3º   | 23 | Marcel Schrötter    | MV Agusta Reparto Corse          | MV Agusta F3 800 RR          | 18   | +6.968    | 3º      | 16    |
| 4º   | 64 | Federico Caricasulo | Motozoo ME AIR Racing            | MV Agusta F3 800 RR          | 18   | +16.748   | 8º      | 13    |
| 5º   | 32 | Oliver Bayliss      | D34G Racing                      | Ducati Panigale V2           | 18   | +17.452   | 15º     | 11    |
| 6º   | 54 | Bahattin Sofuoğlu   | MV Agusta Reparto Corse          | MV Agusta F3 800 RR          | 18   | +17.590   | 7º      | 10    |
| 7º   | 9  | Jorge Navarro       | WRP-RT Motorsport by SKM-Triumph | Triumph Street Triple RS 765 | 18   | +18.066   | 9º      | 9     |
| 8º   | 17 | John McPhee         | WRP-RT Motorsport by SKM-Triumph | Triumph Street Triple RS 765 | 18   | +18.072   | 21º     | 8     |
| 9º   | 94 | Lucas Mahias        | GMT94 Yamaha                     | Yamaha YZF R6                | 18   | +21.741   | 6º      | 7     |
| 10º  | 21 | Tom Toparis         | Stop & Seal Racing               | Yamaha YZF R6                | 18   | +31.009   | 16º     | 6     |
| 11º  | 72 | Yeray Ruiz          | VFT Racing Yamaha                | Yamaha YZF R6                | 18   | +32.350   | 13º     | 5     |
| 12º  | 51 | Anupab Sarmoon      | Yamaha Thailand Racing           | Yamaha YZF R6                | 18   | +37.727   | 20º     | 4     |
| 13º  | 25 | Marcel Brenner      | VIAMO Racing by MTM              | Kawasaki ZX-6R               | 18   | +38.621   | 18º     | 3     |
| 14º  | 50 | Ondřej Vostatek     | PTR Triumph                      | Triumph Street Triple RS 765 | 18   | +48.728   | 19º     | 2     |
| 15º  | 89 | Khairul Idham Pawi  | Petronas MIE Racing Honda        | Honda CBR600RR               | 18   | +57.807   | 25º     | 1     |
| 16º  | 39 | Krittapat Keankum   | Yamaha Thailand Racing           | Yamaha YZF R6                | 18   | +1'13.706 | 23º     |       |
| 17º  | 66 | Niki Tuuli          | EAB Racing Team                  | Ducati Panigale V2           | 17   | +1 giro   | 10º     |       |
| 18º  | 28 | Glenn van Straalen  | Ten Kate Racing Yamaha           | Yamaha YZF R6                | 13   | +5 giri   | 17º     |       |

### Ritirati
| Nº | Pilota              | Squadra                    | Motocicletta                 | Giri | Griglia |
| -- | ------------------- | -------------------------- | ---------------------------- | ---- | ------- |
| 27 | Kaito Toba          | Petronas MIE Racing Honda  | Honda CBR600RR               | 14   | 22º     |
| 7  | Lorenzo Baldassarri | Orelac Racing Verdnatura   | Ducati Panigale V2           | 10   | 14º     |
| 5  | Niccolò Antonelli   | Ecosantagata Althea Racing | Ducati Panigale V2           | 10   | 26º     |
| 53 | Valentin Debise     | Evan Bros. Yamaha          | Yamaha YZF R6                | 9    | 5º      |
| 69 | Tom Booth-Amos      | PTR Triumph                | Triumph Street Triple RS 765 | 6    | 11º     |
| 78 | Hikari Ōkubo        | Vince64 by Puccetti Racing | Kawasaki ZX-6R               | 6    | 24º     |
| 99 | Adrián Huertas      | Aruba.it Racing - Ducati   | Ducati Panigale V2           | 0    | 1º      |
| 61 | Can Öncü            | Kawasaki Puccetti Racing   | Kawasaki ZX-6R               | 0    | 12º     |

## Supersport gara 2
Gara due della Supersport è stata disputata sulla lunghezza di nove giri. Ritardi accumulatisi nel programma domenicale degli eventi, dovuti ad una perdita d'olio accorsa nel contestuale campionato australiano Superbike, hanno portato a questa variazione.

### Arrivati al traguardo
| Pos. | Nº | Pilota              | Squadra                          | Motocicletta                 | Giri | Tempo     | Griglia | Punti |
| ---- | -- | ------------------- | -------------------------------- | ---------------------------- | ---- | --------- | ------- | ----- |
| 1º   | 55 | Yari Montella       | Barni Spark Racing               | Ducati Panigale V2           | 9    | 13'54.138 | 1º      | 25    |
| 2º   | 23 | Marcel Schrötter    | MV Agusta Reparto Corse          | MV Agusta F3 800 RR          | 9    | +0.203    | 2º      | 20    |
| 3º   | 99 | Adrián Huertas      | Aruba.it Racing - Ducati         | Ducati Panigale V2           | 9    | +1.658    | 10º     | 16    |
| 4º   | 64 | Federico Caricasulo | Motozoo ME AIR Racing            | MV Agusta F3 800 RR          | 9    | +5.289    | 5º      | 13    |
| 5º   | 53 | Valentin Debise     | Evan Bros. Yamaha                | Yamaha YZF R6                | 9    | +5.554    | 4º      | 11    |
| 6º   | 54 | Bahattin Sofuoğlu   | MV Agusta Reparto Corse          | MV Agusta F3 800 RR          | 9    | +5.677    | 6º      | 10    |
| 7º   | 94 | Lucas Mahias        | GMT94 Yamaha                     | Yamaha YZF R6                | 9    | +6.498    | 11º     | 9     |
| 8º   | 17 | John McPhee         | WRP-RT Motorsport by SKM-Triumph | Triumph Street Triple RS 765 | 9    | +11.798   | 7º      | 8     |
| 9º   | 7  | Lorenzo Baldassarri | Orelac Racing Verdnatura         | Ducati Panigale V2           | 9    | +14.420   | 16º     | 7     |
| 10º  | 32 | Oliver Bayliss      | D34G Racing                      | Ducati Panigale V2           | 9    | +14.970   | 9º      | 6     |
| 11º  | 72 | Yeray Ruiz          | VFT Racing Yamaha                | Yamaha YZF R6                | 9    | +15.241   | 15º     | 5     |
| 12º  | 9  | Jorge Navarro       | WRP-RT Motorsport by SKM-Triumph | Triumph Street Triple RS 765 | 9    | +15.422   | 12º     | 4     |
| 13º  | 69 | Tom Booth-Amos      | PTR Triumph                      | Triumph Street Triple RS 765 | 9    | +15.629   | 8º      | 3     |
| 14º  | 66 | Niki Tuuli          | EAB Racing Team                  | Ducati Panigale V2           | 9    | +15.917   | 13º     | 2     |
| 15º  | 51 | Anupab Sarmoon      | Yamaha Thailand Racing           | Yamaha YZF R6                | 9    | +17.182   | 21º     | 1     |
| 16º  | 61 | Can Öncü            | Kawasaki Puccetti Racing         | Kawasaki ZX-6R               | 9    | +18.538   | 14º     |       |
| 17º  | 5  | Niccolò Antonelli   | Ecosantagata Althea Racing       | Ducati Panigale V2           | 9    | +18.726   | 26º     |       |
| 18º  | 21 | Tom Toparis         | Stop & Seal Racing               | Yamaha YZF R6                | 9    | +19.643   | 17º     |       |
| 19º  | 50 | Ondřej Vostatek     | PTR Triumph                      | Triumph Street Triple RS 765 | 9    | +20.266   | 20º     |       |
| 20º  | 28 | Glenn van Straalen  | Ten Kate Racing Yamaha           | Yamaha YZF R6                | 9    | +21.360   | 18º     |       |
| 21º  | 27 | Kaito Toba          | Petronas MIE Racing Honda        | Honda CBR600RR               | 9    | +21.396   | 22º     |       |
| 22º  | 39 | Krittapat Keankum   | Yamaha Thailand Racing           | Yamaha YZF R6                | 9    | +31.514   | 23º     |       |
| 23º  | 89 | Khairul Idham Pawi  | Petronas MIE Racing Honda        | Honda CBR600RR               | 9    | +31.675   | 25º     |       |
| 24º  | 78 | Hikari Ōkubo        | Vince64 by Puccetti Racing       | Kawasaki ZX-6R               | 9    | +33.089   | 24º     |       |
| 25º  | 25 | Marcel Brenner      | VIAMO Racing by MTM              | Kawasaki ZX-6R               | 9    | +44.052   | 19º     |       |

### Ritirati
| Nº | Pilota        | Squadra                | Motocicletta  | Giri | Griglia |
| -- | ------------- | ---------------------- | ------------- | ---- | ------- |
| 62 | Stefano Manzi | Ten Kate Racing Yamaha | Yamaha YZF R6 | 6    | 3º      |